# 빅이스트
빅이스트(1996년 ~)는 대한민국의 래퍼다. 2021년 싱글 앨범 [AllDay치팅 (Prod. OnOff)]으로 데뷔했다.

## 방송
- 하고싶은말을해라 2 (2021) - 우승

## 음반
- AllDay치팅 (prod. OnOff) (2021)
- SAY WHATYOUWANNASAY (2021)
- 놓아줘 (2021)
- 공석인 (2021)